# Judes, germà de Jesús
Judes és un dels germans de Jesús esmentats al Nou Testament. Mentre que els catòlics l'identifiquen amb l'apòstol Judes Tadeu i el consideren cosí germà de Crist, els protestants consideren que es tracta de dues persones diferents.
Judes, germà de Jesús surt dos cops als evangelis: a l'Evangeli segons Marc (Mt 6:3) i a l'Evangeli segons Mateu (Lc 13:55):
"No és el fuster, el fill de Maria i el germà de Jaume i Joses i Judes i Simó?] I no són les seves germanes aquí amb nosaltres?"
Judes s'ha identificat amb Judes apòstol. El nom de "Judes de Jaume" que li dona l'Evangeli segons Lluc (Lc 6:16) s'ha interpretat com a "Judes, germà de Jaume". L'Església catòlica reconeix aquesta identificació i considera el cosí (no germà) de Jesús i l'apòstol com una mateixa persona.
L'Epístola de Judes ha estat atribuïda a aquest Judes.